# Alchemilla georgica
Alchemilla georgica är en rosväxtart som beskrevs av Sergei Vasilievich Juzepczuk. Alchemilla georgica ingår i släktet daggkåpor, och familjen rosväxter. Inga underarter finns listade i Catalogue of Life.